# یوزباشلو
یوزباشلو یکی از روستاهای استان آذربایجان شرقی است که در دهستان قشلاق بخش فندقلو شهرستان اهر واقع شده‌است.این روستا ۱۹ نفر جمعیت دارد و یکی از روستا های تاریخی ثبت شده است.
این روستا دارای درختی خاص و کهن سال به نام چنار است که طول عمر ان را بیش از یک قرن حدس میزنند و دارای کوه سنگی و دره های بکر میباشد
دارای سه چشمه اب ولرم مایل به گرم .اب سرد و شیرین و اب شور میباشد 